# Corythalia locuples
Corythalia locuples är en spindelart som först beskrevs av Simon 1888.  Corythalia locuples ingår i släktet Corythalia och familjen hoppspindlar. Inga underarter finns listade i Catalogue of Life.